# Sidney Kimmel
Sidney J. Kimmel (nascido em 16 de janeiro de 1928) é um empresário americano, filantropo e produtor de filmes. Ele ficou em 655° lugar na lista da Forbes das pessoas vivas mais ricas em 2010, com um patrimônio estimado em 1,35 bilhões de dólares em janeiro de 2019.

## Vida pessoal
Kimmel nasceu em uma família judia na Filadélfia, Pensilvânia, filho de um motorista de táxi. Ele freqüentou a Temple University. Ele agora vive na Califórnia com sua esposa Caroline Davis, ex-esposa de Leonard Tose. Kimmel é destaque no Old Jewish Telling Jokes.
Kimmel e sua esposa Caroline compraram a antiga propriedade de Johnny Carson. Eles compraram a propriedade que fica no promontório de Point Dume em Malibu, Califórnia, em 2007, por 46 milhões de dólares. Em 2017, eles colocaram a propriedade à venda por 81,5 milhões de dólares. Eles reduziram o preço para 65,2 milhões de dólares em agosto de 2018.

## Carreira
Kimmel fundou o Jones Apparel Group em 1970 enquanto trabalhava na W. R. Grace and Company. Cinco anos depois, ele comprou a empresa com um parceiro. Linhas notáveis produzidas por Kimmel incluem Jones New York, Evan-Picone e 9 West; ele também tem acordos de licenciamento com Ralph Lauren. Ele deixou o cargo de CEO da Jones em 2002 e vendeu a maioria de suas ações na empresa de capital aberto, mas permaneceu presidente do conselho de administração até a venda da empresa para a Sycamore Partners em 2014. Kimmel financiou o drama erótico 9½ Weeks. Ele é dono de arte, imóveis, uma produtora de filmes Sidney Kimmel Entertainment e uma pequena participação no time profissional de basquete da NBA, Miami Heat.

### Sidney Kimmel Entertainment
Fundada em 2004, a Sidney Kimmel Entertainment (SKE) é uma empresa de produção, finanças e distribuição sediada em Los Angeles, liderada por Kimmel. Os filmes produzidos incluem o remake de SKE e Screen Gems em 2010, Death at a Funeral, The Kite Runner (2007), United 93, Breach, Lars e a garota de verdade, Adventureland, Death at a Funeral, Synecdoche, New York, Gone (2012), The Place Beyond the Pines (2012) e The Age of Adaline.

## Filantropia
Kimmel é um filantropo ativo com ênfase em saúde, educação, artes e cultura. Seu objetivo é doar no total 1 bilhão de dólares ao longo de sua vida.
Em 1993, Kimmel fundou a Sidney Kimmel Foundation. A divisão de Pesquisa do Câncer da fundação prometeu contribuir com 120 milhões de dólares para instituições de saúde, educação, artes e cultura. Mais tarde, em 2001, a Fundação Sidney Kimmel para Pesquisa do Câncer doou 150 milhões de dólares para a Universidade Johns Hopkins. A doação se tornou o maior presente único já recebido pela Universidade e foi direcionada ao desenvolvimento de uma residência para pacientes com câncer em tratamento prolongado. O presente inspirou a universidade a nomear a residência como Sidney Kimmel Comprehensive Cancer Center. No total, Kimmel tem seu nome associado a quatro centros separados de pesquisa de câncer na Filadélfia, San Diego e Baltimore. O Centro de Câncer Compreensivo Sidney Kimmel no Hospital Johns Hopkins, bem como o Centro de Câncer Sidney Kimmel no Hospital Universitário Thomas Jefferson levam seu nome. O Jefferson Medical College foi renomeado para Sidney Kimmel Medical College da Thomas Jefferson University em junho de 2014, após uma doação de 110 milhões de dólares da Sidney Kimmel Foundation, o quinto maior presente de todos os tempos para uma faculdade de medicina. Em abril de 2003, Kimmel e a Fundação Sidney Kimmel haviam doado cerca de 400 milhões de dólares.
Kimmel também contribuiu com mais de 35 milhões de dolares para o centro de artes cênicas da Filadélfia, que agora é chamado de Kimmel Center for Performing Arts e abriga a renomada Orquestra da Filadélfia. Outras contribuições de Kimmel incluem 5 milhões de dólares em doações para o National Constitution Center, na Filadélfia; a 20 milhões de dólares para a Escola Judaica de Raymond e Ruth Perelman na Filadélfia e 25 milhões de dólares para o estabelecimento de um novo centro de câncer de próstata e urologia no Memorial Sloan-Kettering, em Nova York. Em 2003, Kimmel prometeu 25 milhões de dólares para o Museu Nacional de História Judaica Americana, na Filadélfia. Diz-se que a construção custou um total de 100 milhões de dólares e foi inaugurado em 2006 no site existente do museu, voltado para o Independence Mall. Kimmel doou 25 milhões de dólares para o Stand Up to Cancer.

## Suporte para pesquisa de fusão a frio
Kimmel deu 5,5 milhões de dólares para a Universidade do Missouri para criar o Instituto Sidney Kimmel para o Renascimento Nuclear, SKINR, onde os pesquisadores "descobrirão por que o excesso de calor pode ser observado quando o hidrogênio ou o deutério interagem com materiais como paládio, níquel ou platina em condições extremas"., Originalmente chamado de "fusão a frio", atualmente também é usado o nome reação nuclear de baixa energia (LENR).

## Filmografia

### Filme
| Year | Film                         | Notes                 |
| ---- | ---------------------------- | --------------------- |
| 1986 | The Clan of the Cave Bear    | Co-produtor executivo |
| 1986 | 9½ Weeks                     |                       |
| 1993 | The Night We Never Met       | Produtor executivo    |
| 1995 | Mother                       | Produtor executivo    |
| 1998 | Curtain Call                 | Produtor executivo    |
| 2000 | Lisa Picard Is Famous        | Produtor executivo    |
| 2001 | Town & Country               | Produtor executivo    |
| 2002 | Crazy Little Thing           | Produtor executivo    |
| 2002 | Separation Anxiety           | Produtor executivo    |
| 2002 | The Emperor's Club           | Produtor executivo    |
| 2005 | Neverwas                     |                       |
| 2005 | Trust the Man                |                       |
| 2005 | Slow Burn                    |                       |
| 2006 | Alpha Dog                    |                       |
| 2006 | Copying Beethoven            |                       |
| 2006 | Griffin & Phoenix            |                       |
| 2007 | Breach                       | Produtor executivo    |
| 2007 | Death at a Funeral           |                       |
| 2007 | Talk to Me                   |                       |
| 2007 | Charlie Bartlett             |                       |
| 2007 | Married Life                 |                       |
| 2007 | Lars and the Real Girl       |                       |
| 2007 | The Kite Runner              | Produtor executivo    |
| 2008 | Synecdoche, New York         |                       |
| 2008 | Management                   |                       |
| 2008 | All God's Children Can Dance |                       |
| 2009 | Adventureland                |                       |
| 2010 | Death at a Funeral           |                       |
| 2011 | The Lincoln Lawyer           |                       |
| 2011 | Moneyball                    | Produtor executivo    |
| 2011 | Cloudburst                   | Produtor executivo    |
| 2012 | One for the Money            |                       |
| 2012 | Gone                         |                       |
| 2012 | The Place Beyond the Pines   |                       |
| 2012 | Stand Up Guys                |                       |
| 2013 | Parker                       |                       |
| 2013 | All Is Bright                |                       |
| 2013 | Mr. Morgan's Last Love       | Co-produtor           |
| 2014 | I, Frankenstein              |                       |
| 2014 | Walk of Shame                |                       |
| 2015 | Sleeping with Other People   |                       |
| 2015 | The Age of Adaline           |                       |
| 2015 | Demolition                   |                       |
| 2016 | Hell or High Water           |                       |
| 2017 | The Book of Henry            |                       |
| 2017 | Brad's Status                |                       |
| 2018 | Crazy Rich Asians            | Produtor executivo    |
| 2018 | Greta                        |                       |
| 2019 | The Jesus Rolls              |                       |
| 2020 | The Secret Garden            |                       |
| ASA  | Palmer                       |                       |

Equipe variada
| Ano  | Filme  | Notas                          |
| ---- | ------ | ------------------------------ |
| 1995 | Mother | Direto para vídeo Apresentador |

### Televisão
| Ano  | Título      |
| ---- | ----------- |
| 2019 | Delhi Crime |